# Йонийски острови
Йонийските острови (на гръцки: Ιόνια νησιά са група от гръцки острови в Йонийско море с обща площ 2307 km². Състоят се от 6 големи и множество малки острови: Корфу (Керкира), Левкада, Кефалония, Итака, Закинтос, Китира и др. Населението е около 220 000 души (по оценка от 2005 г.).

## География
Йонийските острови не представляват естествено оформен архипелаг. Те са по-скоро определена от хората група острови, отдалечени на значително разстояние един от друг. Разстоянието от най-северната точка на о. Керкира до най-южната на о. Китира е повече от 500 km. Това, което ги обединява е, че се намират в Йонийско море и че принадлежат на Гърция. Йонийските острови могат лесно да се разпределят на три групи:
- Най-северните острови Ерикуса, Отони, Матраки, Керкира, Пакси (Паксос) и Антипакси представляват върховете на подводна планина, успоредна на епирския бряг и извисяваща се над морето на 906 m. Протокът Керкира, който отделя острова от континента, е широк едва около километър.

- Срещу входа на Коринтския залив е разположена най-голямата част от Йонийските острови, включваща о. Кефалония – най-голям от цялата група със своите близо 1000 km² площ. Там са още Левкада, Закинтос, Итака, както и по-малките островчета Меганиси, Каламос, Кастос и Атокос. Трите най-големи острова оформят широка дъга срещу входа на залива, издигайки върхове до над 1000 m. Тук е най-високата точка – планината Айнос на о. Кефалония, стигаща до 1628 m. Бреговете на тези острови са силно разчленени, образувайки дълбоки заливи, които от древността са използвани за пристанища.

- Последната група острови са разположени около южните брегове на полуостров Пелопонес. От тях само Китира е голям. На юг от него е малкото островче Антикитира. Тези два острова са върхове на планинската верига, започваща от Алпите през целите западни Балкани и продължаваща на о. Крит. Останалите са на запад – Схиза, Сфактерия, Сапиенца и Проти.

Като цяло релефът островите е предимно планински, изграден основно от варовици и глиненсти шисти. На места покрай бреговете има хълмисти райони и малки равнини с плодородни почви. Често са в епицентъра на земетресения.
Йонийските острови са населени изключително с гърци. По-големи градове са Корфу (Керкира) (40 000 д. население), Агростоли (12 600 д.), Левкада (10 900 д.). Те образуват отделна префектура в административното деление на Гърция (без Китира), чиято столица е град Керкира. Климатът е влажен средиземноморски със значителни валежи през меката зима и горещо и сухо лято. Растителността е доминирана от твърдолистни гори и храсти, тук наричани макия. Отлично виреят цитрусови плодове, маслини, лозя, смокини. Основа на икономиката е износът на плодове, зехтин, риболовът. Няма развита тежка промишленост. Много силно се развива курортното дело и други видове туризъм.

## История
Първите хора, които се заселват на островите, са гръцки колонисти от град Еретрия около 1000 г. пр. Хр. те създават като колония град Керкира. През 734 г. са изтласкани от там от коринтски заселници. Градът играе нищожна роля в древногръцката история с изключение на случая, когато започва въоръжен конфликт с метрополията Коринт (434 г. пр.н.е.), което е една от причините за последвалата Пелопонеска война. От древни времена о. Итака е известен като островът на Одисей – митически герой, чиито приключения Омир описва в своята „Одисея“.
В следващите 16 века Йонийските острови преживяват последователно властта на Македония, Рим и Византия. Когато рицарите от Четвъртия кръстоносен поход превземат Константинопол и разрушават Византия (1204 г.), Венеция завладява Керкира, Прокси и Китира, а Кефалония и Закинтос са превърнати в отделно латинско графство – графство Кефалония и Закинтос. То просъществува до 1357 г., когато се обединява с островите Лефкада и Итака в херцогството Лефкадия, управлявано от френски и италиански принцове.
Когато османците окупират континентална Гърция, Йонийските острови един по един (от 1393 до 1502 г.) приемат венецианската власт като по-малкото зло, а на островите се установяват редица италиански селища. Така островите избягват османската власт и остават свързани със Западна Европа, което им придава значение в гръцката история, каквото иначе не биха имали. Разпространението на католицизма сред част от висшите кръгове остава изолирано явление и масата от населението запазва православната си религия. През 18 век, когато започва борбата за независимост на гръцкия народ, островите като единствената свободна гръцка територия стават естествено убежище за избягалите интелектуалци и революционери.
През 1797 г. в резултат от революционните войни островите се оказват окупирани от Франция, въпреки че още на следващата година са отнети от руснаците и превърнати в автономна република (под руско-османски контрол), при която за пръв път властта попада в ръцете на местната гръцка върхушка. През 1807 г. отново са завладени от Наполеонова Франция и този път окончателно анексирани. През 1809 – 1810 г. англичаните завладяват Закинтос, Кефалония, Лефкада и Китира, а през 1814 г. – и Керкира и установяват свое управление. От 1815 г. островите отново са автономна република, този път под британски протекторат. Със съдействието на своя протектор две години по-късно е създадена и конституция на т.нар. „Съединени щати на Йонийските острови“.
През 1830 г. гръцката война за независимост завършва с успех и йонийските гърци искат от Великобритания да се обединят с гръцкото кралство. Англичаните отказват, защото гледат с недоверие на първия гръцки крал Ото. Едва когато той абдикира през 1862 г., и е наследен от проанглийския Георгиос I, започват действителни преговори, завършили с присъединяването на островите към Гърция през 1864 г.
В края на XIX век на островите започва масово преселение на италианско население – главно рибари от Калабрия и Сицилия, които се заселват в предишни по-малки италиански поселения от средата на XVI век и се увеличава италианското влияние на островите. По тази причина както Кралство Италия, така и Италианската република (през 1946 – 1948 г.) смятат тези острови за част от Италия, поради което тя влиза в конфликт с Кралство Гърция не един път.
В годините на водената 1911 – 1912 г. Итало турска война италиански войски се опитват да завземат и Йонийските острови, като италианското правителство предлага подялба: Италия да присъедини островите Корфу и Кефалония, а за Гърция да останат Итака и Закинтос, но среща отказ и двете страни са изправени пред война, предотвратена по дипломатически пътища след намесата на Русия и Франция. Италия се опитва отново да получи влияние над островите в годините на Първата световна война, когато италиански войски, биещи се на страната на Антантата, се дислоцират на остров Корфу по съвместно итало-гръцко споразумение, което обхваща и Албания. След войната на проведената през 1919 г. Парижка конференция за мирните договори италианската делегация иска официално признание на островите като италиански, но ѝ е отказано.
С идването на власт на Бенито Мусолини в Италия през 1922 г. темата за Йонийските острови още повече се изостря. През 1926 г. Мусолини изпраща италиански войски да окупират острова и Албания след инцидент с нападение над италианската военна дипломатическа мисия на остров Корфу. Благодарение на дипломатическата намеса на Великобритания на гръцка страна окупацията е предотвратена. През април 1939 г. италианските войски окупират Албания, а Мусолини заявява че Йонийските острови са в сферата на абсолютните италиански интереси. След включването на Италия във Втората световна война като съюзник на нацистка Германия (юни 1940 г.), през октомври 1940 италианските войски нападат Гърция, но първоначално са отблъснати от гръцките войски на албанска територия с германска помощ. През април-май 1941 г. италианската армия окупира Гърция, в това число и Йонийските острови, които трябва според Мусолини да се присъединят към Италия. На Виенската конференция 1941 г. Хитлер отказва да разглежда италианските териториални претенции до края на войната и Йонийските острови остават само територия, окупирана от италианските войски. На островите е разположена италианската Тридесет и трета пехотна дивизия „Акуи“, част от Двадесет и шести армейски корпус. Макар да се създава партизанско движение на ЕЛАС на островите през 1941 – 1943 г. съпротивата не е голяма поради съвместното съжителство на гърци и италианци повече от век. Италианските войски почти не предприемат наказателни действия срещу гръцките партизани, към които се присъединяват и италианци от острова. През юли 1943 г. Бенито Мусолини е свален след дебаркиране на англо-американски войски в Италия и за нов министър-председател е назначен Пиетро Бадолио. През септември 1943 г. Италия подписва примирие с антихитлеристката коалиция и през октомври 1943 г. обявява война на Германия. Италианските войски на Йонийските острови започват офанзива срещу германците, които обаче надделяват и залавят в плен хиляди италианци. Мнозина са разстреляни от германците като особено страшни са случаите с пленената Тридесет и трета пехотна дивизия „Акуи“ в щаба и на остров Кефалония където след ожесточени боеве са разстреляни 8400 италиански войници и офицери начело с командира на дивизията генерал Антонио Гандин. Между ЕЛАС и правителството на Италия е постигнато споразумение спасилите се от германски плен италиански войски да останат на островите до края на войната, за да се сражават с гръцките партизани срещу германците. През 1944 г. островът е освободен от германска окупация от гърците и италианците, а италианските войски напускат островите, които са гръцка територия съгласно подписания през 1947 г. Парижки мирен договор. Все пак през 1946 – 1948 г., когато избухва тригодишна Гражданска война в Гърция, италианците застават на страната на левите сили от ЕЛАС, но войната е спечелена от монархистите.